# Vic Dickenson Septet, Vol. III
| Recensione | Giudizio |
| ---------- | -------- |
| AllMusic   | [ 1 ]    |

Vic Dickenson Septet, Vol. III è il terzo album discografico solistico del trombonista jazz statunitense Vic Dickenson, pubblicato dalla casa discografica Vanguard Records nel 1954.

## Tracce
Lato A
1. When You and I Were Young Maggie – 4:49 (Jack Frost, Jimmy McHugh)
2. You Brought a New Kind of Love to Me – 5:16 (Irving Kahal, Pierre Norman)

Lato B
1. Everybody Loves My Baby – 9:28 (Jack Palmer, Spencer Williams)
2. Nice Work if You Can Get It – 4:39 (Ira Gershwin, George Gershwin)

- Il brano: You Brought a New Kind of Love to Me che sull'album è attribuito a Irving Kahal e Pierre Norman, solitamente è accreditato a Irving Kahal, Sammy Fain e Pierre Norman

## Musicisti
- Vic Dickenson - trombone
- Shad Collins - tromba
- Ruby Braff - tromba (solo nel brano: Everybody Loves My Baby)
- Edmond Hall - clarinetto
- Charles Thompson - pianoforte
- Steve Jordan - chitarra
- Walter Page - contrabbasso
- Jo Jones - batteria